# Manuel Ferreiro
Manuel Ferreiro (enero de 1916) fue un exfutbolista argentino que se desempeñaba como delantero.

## Clubes
| Club               | País      | Año         |
| ------------------ | --------- | ----------- |
| River Plate        | Argentina | 1934 - 1936 |
| Argentinos Juniors | Argentina | 1937        |
| Talleres (RE)      | Argentina | 1938        |
| Platense           | Argentina | 1939        |